# Čitluk (kommun)
Kommunen Čitluk (kroatiska: Općina Čitluk, kyrillisk skrift: Општина Читлук) är en kommun i kantonen Hercegovina-Neretva i sydvästra Bosnien och Hercegovina. Kommunen hade 18 140 invånare vid folkräkningen år 2013, på en yta av 181,01 km².
Av kommunens befolkning är 98,68 % kroater, 0,17 % albaner, 0,16 % bosniaker och 0,10 % serber (2013).